# Andrzej Machalski
Andrzej Machalski (ur. 13 marca 1942 w Warszawie) – polski przedsiębiorca, polityk, senator I kadencji.

## Życiorys
Po powstaniu warszawskim zamieszkał z rodziną w Częstochowie. Ukończył IV Liceum Ogólnokształcące im. Henryka Sienkiewicza. W 1965 po raz pierwszy został aresztowany za rozpowszechnianie publikacji Instytutu Literackiego i paryskiej „Kultury”. Ukończył w 1965 studia na Wydziale Filozofii Uniwersytetu Warszawskiego. Był pracownikiem naukowym m.in. Politechniki Warszawskiej (1967–1968), zwolniono go po oprotestowaniu represji wobec studentów biorących udział w wydarzeniach marcowych. Pracował następnie w Ośrodku Dokumentacji i Studiów Społecznych, a także jako redaktor naczelny „Novim”. periodyku Chrześcijańskiego Stowarzyszenia Społecznego.
W 1980 został członkiem NSZZ „Solidarność”, był wiceprzewodniczącym komisji zakładowej związku. W marcu 1981 brał udział w głodówce stanowiącej protest wobec działań władz ChSS, utrudniających działalność związku. Po wprowadzeniu stanu wojennego został zwolniony z pracy. Redagował pisma drugiego obiegu („Głos Wolnego Hutnika”. „Głos Wolnego Robotnika”).
W sierpniu 1982 tymczasowo aresztowany, w maju 1983 skazany na karę dwóch lat pozbawienia wolności. Zwolniono go w sierpniu tego samego roku w związku z amnestią. Kontynuował działalność podziemną, m.in. organizując pomoc i ucieczkę za granicę dla ukrywającego się w Polsce dezertera z Armii Czerwonej. W 1984 był wśród założycieli Spółdzielni Pracy „Unicum”. w której zatrudniał osoby represjonowane i zwalniane z pracy.
W latach 1989–1991 sprawował mandat senatora I kadencji, wybranego z ramienia Komitetu Obywatelskiego w województwie częstochowskim. Zasiadał w Komisji Ustawodawstwa Gospodarczego i w Komisji Gospodarki Narodowej. Krótko związany z Unią Polityki Realnej, brał w 1990 udział w zakładaniu Kongresu Liberalno-Demokratycznego (wchodził w skład prezydium tej partii). W połowie lat 90. wycofał się z działalności publicznej. W latach 1989–1993 był pierwszym prezydentem Konfederacji Pracodawców Polskich. Współtworzył także Krajową Izbę Gospodarczą.
W 2011 został odznaczony Krzyżem Oficerskim Orderu Odrodzenia Polski.